# Badminton bei den Island Games 2019
Badminton wurde bei den Island Games 2019 in Gibraltar vom 7. Juli bis zum 12. Juli 2019 gespielt.

## Medaillengewinner
| Disziplin    | Gold | Silber | Bronze |
| ------------ | --- | --- | --- |
| Herreneinzel | Eric Navarro Comes | Mark Constable | Bartal Poulsen |
| Herreneinzel | Eric Navarro Comes | Mark Constable | Jens Frederik Nielsen |
| Dameneinzel  | Getter Saar | Jessica Li | Rannvá Djurhuus Carlsson |
| Dameneinzel  | Getter Saar | Jessica Li | Gunnva Jacobsen |
| Herrendoppel | Albert Navarro Comes Eric Navarro Comes | Mark Constable Alexander Hutchings | Paul Le Tocq Ove Svejstrup |
| Herrendoppel | Albert Navarro Comes Eric Navarro Comes | Mark Constable Alexander Hutchings | Stuart Hardy Jordan Trebert |
| Damendoppel  | Kimberly Clague Jessica Li | Elena Johnson Chloe Le Tissier | Milka Brønlund Pilunnguaq A. Hegelund |
| Damendoppel  | Kimberly Clague Jessica Li | Elena Johnson Chloe Le Tissier | Nina Høegh Møller Sara L. Jacobsen |
| Mixed        | Emily Trebert Jordan Trebert | Chloe Le Tissier Paul Le Tocq | Elena Johnson Ove Svejstrup |
| Mixed        | Emily Trebert Jordan Trebert | Chloe Le Tissier Paul Le Tocq | Rannvá Djurhuus Carlsson Niklas Højgaard Eysturoy |
| Teams        | Grönland Milka Brønlund Frederik Elsner Pilunnguaq A. Hegelund Nina Høegh Møller Sara L. Jacobsen Toke Ketwa Driefer Jens Frederik Nielsen Taatsi Pedersen Tina Amassen Rafaelsen Sequssuna F. Schmidt | Guernsey Carys Batiste Stuart Hardy Elena Johnson Chloe Le Tissier Paul Le Tocq Bridget Podger Ove Svejstrup Emily Trebert Jordan Trebert | Färöer Árant á Mýrini Magnus Dal-Christiansen Jónas Djurhuus Rannvá Djurhuus Carlsson Niklas Højgaard Eysturoy Gunnva Jacobsen Lena Maria Joensen Adhya Nandi Bartal Poulsen Sissal Thomsen |